# Spisek doskonały
Spisek doskonały – amerykański kryminał z 1999 roku.

## Fabuła
Nick mieszka w prowincjonalnym miasteczku. Pracuje w firmie recyclingowej i nie czuje satysfakcji z tego, co robi. Jakby było tego mało, po śmierci ojca jego ogromne długi pochłonęły cały spadek, a dom przejęli wierzyciele. W tych okolicznościach poznaje Lissę, z którą chce się związać. Myśli tylko o ucieczce z miasteczka, jego kumpel z pracy proponuje mu udział w kradzieży narkotyków. Nick zgadza się i pakuje w gorsze tarapaty...

## Obsada
- Alessandro Nivola - Nick
- Reese Witherspoon - Lissa
- Josh Brolin - Bryce
- Gene Wolande - Prawnik
- Terrence Howard - Jimmy
- James Marsh - Barry
- Mike Hagerty - Charlie